# Зендея
Зендѐя Марѝ Ко̀лман (на английски: Zendaya Marie Coleman), по-известна просто като Зендея (известна и с неправилното произношение: Зенда̀я), е американска актриса, певица и танцьорка.
Носителка на наградата „Еми“ за най-добра актриса в главна роля в сериал – драма за ролята си на млада наркоманка в сериала „Еуфория“ на Ейч Би О.
Зендея има къща в Лос Анджелис и апартамент в Бруклин.

## Семейство и образование
Родена е на 1 септември 1996 г. в Оукланд, щат Калифорния, САЩ. Баща ѝ е от афроамерикански произход, а майка ѝ е с шотландско и немско потекло. Тя има 5 по-големи братя и сестри. 
Като дете Зендея помага на майка си, която работи в близкия до Оукланд град Оринда в тамошния Шекспиров театър. Момичето продава билети за постановките и присъства на някои от тях. Това я вдъхновява да започне самата тя да се занимава с актьорска игра. Зендея учи в Окландското училище за изкуство и получава роли в някои местни театри. Тя участва в пиесите на Уилям Шекспир „Както ви се харесва“ (като Целия) и „Ричард III“ (като Ан). Хобитата ѝ са да пее и да танцува и има интерес към модата.

## Кариера

### Музика
На 8-годишна възраст се включва в хип-хоп трупата „Фючър Шок“, от която е част 3 години.
През септември 2012 година подписва договор с „Холивуд Рекърдс“. През февруари 2013 г. (на 16-годишна възраст) участва в шоуто „Танцувай със звездите“ и е най-младата участничка в него дотогава. В дует с професионалния танцьор Валентин Чмерковски завършва на II-ро място.
Дебютният едноименен албум на Зендая - Zendaya - излиза през септември 2013 г., малко преди излъчването на последния епизод на „Раздвижи се“. Албумът се предхожда от издаването на пилотния сингъл „Replay“ на 16 юли. По-късно планира, но не успява да осъществи заедно с рапъра Тимбаленд да издаде втори албум, със съдействието на компанията Репъблик Рекърдс. Все записва и издава с нея сингъла си с Крис Браун „Something New“.
През август 2017 г. се появява във видеоклипа към песента „Versace on the Floor“ на Бруно Марс. През декември се снима в мюзикъла „Най-великият шоумен“ с Хю Джакман, Зак Ефрон и Мишел Уилямс. Героинята й е изпълнителка на трапец (акробатичен номер с висилка, разположена високо над арената) и се влюбва в персонажа на Ефрон. Химията (взаимността) между двамата е оценена подобаващо. Зендая се включва и в 3 от песните от саундтрака.

### Кино и телевизия
През декември 2009 година се явява на кастинг за ролята на Сиси Джоунс в ситкома на „Дисни Ченъл“ „Раздвижи се“. На кастинга изпълнява песента на Майкъл Джексън „Leave Me Alone“. Ролята е поверена на Бела Торн, но Зендая е избрана да изиграе Роки Блу. Премиерата на „Раздвижи се“ е на 7 ноември 2010 година и се превръща във втората най-гледана премиера в историята на „Дисни Ченъл“. През 2011 година издава първия си промоционален сингъл „Swag It Out“. През юни същата година излиза „Watch Me“, в която пее с Бела Торн. Сингълът достига до номер 86 в „Билборд Хот 100“. През 2011 г. във веригата „Таргет“ започва да се продават дрехи, носени от Зендая и Торн в „Раздвижи се“.
Първата ѝ роля в едносериен филм отново е в продукция на „Дисни Ченъл“ - в тийнейджърския филм „Неприятели“, в която се снима и Бела Торн. През август 2013 година се снима в телевизионния филм на „Дисни Ченъл“ „Зоуи и магическото приложение“. В края на годината е избрана да изиграе главната роля на Кейси Купър в ситкома „Кейси под прикритие“.
Зендея прави своя дебют в в киното през лятото на 2017 г. в ролята на Мишел Джоунс в „Спайдър-Мен: Завръщане у дома“, където си партнира с Том Холанд. На кастинга за филма тя се явява без грим и добавя собствени щрихи (нюансиране) към ролята, като например да държи в ръка чаша билков чай, за което е хвалена от критиката. През 2019 г. я играе и в продължението „Спайдър-Мен: Далече от дома“, което е четвъртият по приходи филм за годината.
През 2019 г. започва да се снима в сериала на Ейч Би О „Еуфория“, римейк на едноименен израелски сериал, в главната роля (Ру Бенет). Ру е 17-годишно момиче, пристрастено към наркотиците. За играта си е наградена с „Еми“ за най-добра актриса в главна роля в сериал – драма и става най-младата притежателка на отличието.
През 2021 г. излизат 4 филма с нейно участие: в платформата „Нетфликс“ участва в „Малкълм и Мари“ с режисирьор Сам Левинсън, снимал и „Еуфория“ , и одобрена от критиците.;  озвучава Лола Бъни в „Космически забивки: Нови легенди“; в ролята на Чани е в римейка на „Дюн“ на режисьора Дени Вилньов, където неин екранен партньор е Тимъти Шаламе; още веднъж като Ем Джей в „Спайдър-Мен: Няма път към дома“.
През май 2022 г. се снима в спортната драма „Претендентите“ на режисьора Лука Гуаданино, където се превъплъщава в ролята на Таши Доналдсън.

През 2024 г. се очаква да излезе и продължението на „Дюн: Част втора“, в който тя отново е в ролята на Чани.

### Зендея в модната индустрия
Зендея започва кариерата си, като модел на „Мейсис“ и „Олд Нейви“. Снима се в реклама на играчки от „i-Карли“.
През август 2015 г. представя колекцията си обувки „Дая“, на името на прякора ѝ от детството. През ноември 2016 г. в продажба е и колекцията ѝ дрехи, а втората ѝ колекция е джендър неутрална. През октомври 2018 г. става посланичка на Томи Хилфигър и разработва колекцията „Томи и Зендая“. През 2019 г. става рекламно лице на „Ланком“, а през следващата година и на „Булгари“ и „Валентино“.
Присъства на раздаването на Оскари 2015. По този повод актрисата Джулиана Ранчич споделя шеговито, че косата й там е миришела на „трева“. Разбирайки под това "на канабис" и имайки предвид свързването му с културата на остров Ямайка, Зендая отвръща с публикация в „Инстаграм“, в която твърди че „много звезди носят расти, но това няма нищо общо с дрогата“.

## Социална ангажираност
Тя е вегетарианка, тъй като „обича животните“.
Зендея е феминистка. През януари 2017 г. се включва в женското шествие във Вашингтон, за да изрази подкрепата си за правата на жените. По-рано тя използва възможността да говори за опита си като чернокожа жена (предвид това, че е мулатка) в Холивуд. Тя използва социалните мрежи, за да говори по теми като расизъм, избирателни права и насилие. Години наред изразява подкрепата си за движението Black Lives Matter (Животът на чернокожите е от значение). Включва се в протестите след убийството на Джордж Флойд - мъж на средна възраст, който умира, докато го арестуват.

## Филмография

### Филми
- „Неприятели“ (ТВ филм) (2012) – Хели Брандън
- „Зоуи и магическото приложение“ (ТВ филм) (2014) – Зоуи Стивънс
- „Спайдър-Мен: Завръщане у дома“ (2017) – Мишел Джоунс
- „Най-великият шоумен“ (2017) – Ан Уилър
- „Спайдър-Мен: Далече от дома“ (2019) – Мишел Джоунс
- „Малкълм и Мари“ (2021) – Мари
- „Дюн“ (2021) – Чани
- „Спайдър-Мен: Няма път към дома“ (2021) – Мишел Джоунс
- „Дюн: Част втора“ (2024) – Чани
- „Претендентите“ (2024) – Таши Доналдсън[49][50]
- „Одисея“ (2026)

### Озвучени роли
- „Супер приятели“ (2013) – Близалка
- „Патешка история“ (2018) – Чи
- „Малката стъпка“ (2018) – Мичи
- „Космически забивки: Нови легенди“ (2021) – Лола Бъни[45][44]
- „Шрек 5“ (2026) – Фелисия[67]

### Сериали
- „Раздвижи се“ (2010 – 2013) – Роки Блу
- „Кейси под прикритие“ (2015 – 2018) – Кейси Купър
- „Еуфория“ (от 2019 г.) – Рю Бенет

## Дискография

### Албуми
- Zendaya (2013)